# Sphaenognathus peruvianus
Sphaenognathus peruvianus is een keversoort uit de familie vliegende herten (Lucanidae). De wetenschappelijke naam van de soort werd in 1869 als Chiasognathus peruvianus gepubliceerd door Charles Owen Waterhouse.